# Bert Grabsch
Bert Grabsch (født 19. juni 1975 i Wittenberg, Tyskland) er tidligere en tysk landevejsrytter.
I 2007 blev han tysk mester i enkeltstart. Et par måneder senere vandt han den første enkeltstart i Vuelta a España med en hastighed på 54,9 km/t, noget som er meget højt på en 52 km lang rute. Han kom på fjerdepladsen i enkeltstarten ved VM.
I 2008 blev han også tysk mester i enkeltstart. Han vandt en etape i Østrig Rundt og tog en etapesejr og den sammenlagte sejr i Sachsen Tour. I september vandt han karrierens største sejr, da han blev verdensmester i enkeltstart.
Hans to år ældre bror, Ralf, er træner for det tyske U23-landshold, i cykling.

## Placeringer iTour de France
- 2004 – 81. pladsen
- 2005 – 103. pladsen
- 2006 – 107. pladsen
- 2007 – 105. pladsen